# Galidesivir
Galidesivir (BCX4430, Immucillin-A) là một loại thuốc chống vi rút, một chất tương tự adenosine  (một loại tương tự nucleoside). Nó được phát triển bởi Công ty Dược phẩm BioCstall với sự tài trợ của NIAID, ban đầu được dự định là một phương pháp điều trị viêm gan C, nhưng sau đó được phát triển như một phương pháp điều trị tiềm năng cho các bệnh nhiễm trùng filovirus gây bệnh như bệnh do vi rút Ebola và bệnh do vi rút Marburg. Nó cũng cho thấy hiệu quả kháng virus phổ rộng chống lại một loạt các dòng virus RNA khác, bao gồm bunyaviruses, arenaviruses, paramyxovirus, coronavirus, flaviviruses và phleboviruses. BCX4430 đã được chứng minh là bảo vệ chống lại cả virut Ebola và Marburg ở cả loài gặm nhấm và khỉ, ngay cả khi được tiêm tới 48 giờ sau khi nhiễm bệnh, và sự phát triển để sử dụng ở người đang được theo dõi nhanh do lo ngại về việc thiếu điều trị lựa chọn cho đại dịch virus Ebola 2013-2016 ở Tây Phi. BCX4430 cũng cho thấy hiệu quả chống lại virus Zika trong mô hình chuột, mặc dù không có kế hoạch thử nghiệm trên người ở giai đoạn này.